# Лейк-Кассіді (Вашингтон)
Лейк-Кассіді (англ. Lake Cassidy) — переписна місцевість (CDP) в США, в окрузі Сногоміш штату Вашингтон. Населення — 3757 осіб (2020).

## Географія
Лейк-Кассіді розташований за координатами 48°3′58″ пн. ш. 122°4′57″ зх. д. / 48.06611° пн. ш. 122.08250° зх. д. (48.066057, -122.082634).  За даними Бюро перепису населення США в 2010 році переписна місцевість мала площу 27,93 км², з яких 27,38 км² — суходіл та 0,55 км² — водойми.

## Демографія
Згідно з переписом 2010 року, у переписній місцевості мешкало 3415 осіб у 1233 домогосподарствах у складі 928 родин. Густота населення становила 122 особи/км².  Було 1291 помешкання (46/км²).
Расовий склад населення:
| - 91,0 % — білих - 2,3 % — азіатів - 1,2 % — корінних американців - 0,2 % — вихідців з тихоокеанських островів - 0,2 % — чорних або афроамериканців - 1,6 % — осіб інших рас |

До двох чи більше рас належало 3,4 %. Частка іспаномовних становила 4,8 % від усіх жителів.
За віковим діапазоном населення розподілялося таким чином: 23,8 % — особи молодші 18 років, 65,3 % — особи у віці 18—64 років, 10,9 % — особи у віці 65 років та старші. Медіана віку мешканця становила 41,7 року. На 100 осіб жіночої статі у переписній місцевості припадало 107,5 чоловіків;  на 100 жінок у віці від 18 років та старших — 105,9 чоловіків також старших 18 років.
Середній дохід на одне домашнє господарство  становив 102 499 доларів США (медіана — 98 814), а середній дохід на одну сім'ю — 97 570 доларів (медіана — 98 678). Медіана доходів становила 74 485 доларів для чоловіків та 47 295 доларів для жінок. За межею бідності перебувало 11,0 % осіб, у тому числі 16,1 % дітей у віці до 18 років та 16,9 % осіб у віці 65 років та старших.
Цивільне працевлаштоване населення становило 1760 осіб. Основні галузі зайнятості: освіта, охорона здоров'я та соціальна допомога — 22,4 %, виробництво — 19,4 %, науковці, спеціалісти, менеджери — 11,8 %, роздрібна торгівля — 11,6 %.